# 威爾斯和西部電視
威爾斯和西部電視（Television Wales and the West，TWW）是英國獨立電視網的業者之一，在1956年10月26日至1968年持有南威爾斯和英格蘭西部的獨立電視執照。在失去獨立電視特許經營權後，威爾斯和西部第三在其後繼者夏力電視開始播出前就提前終止了節目播出，導致獨立電視局被迫提供緊急電視服務。

## 外部連結
- Harlech House of Graphics (unofficial history site) （页面存档备份，存于）
- Animated TWW Channel 10 logo （页面存档备份，存于）, 1960s, from 625.uk.com (Requires Macromedia Flash version 6 or later).
- Animated TWW/Teledu Cymru ident （页面存档备份，存于）, 1964, from 625.uk.com